# Stoianți, Mostîska
Stoianți (în ucraineană Стоянці) este localitatea de reședință a comunei Stoianți din raionul Mostîska, regiunea Liov, Ucraina.

## Demografie
Componența lingvistică a localității Stoianți
     Ucraineană (99,37%)
Conform recensământului din 2001, majoritatea populației localității Stoianți era vorbitoare de ucraineană (99,37%), existând în minoritate și vorbitori de alte limbi.